# LCN2
LCN2 (англ. Lipocalin 2) – білок, який кодується однойменним геном, розташованим у людей на короткому плечі 9-ї хромосоми. Довжина поліпептидного ланцюга білка становить 198 амінокислот, а молекулярна маса — 22 588.
| 10         |  | 20         |  | 30         |  | 40         |  | 50         |
| ---------- |  | ---------- |  | ---------- |  | ---------- |  | ---------- |
| MPLGLLWLGL |  | ALLGALHAQA |  | QDSTSDLIPA |  | PPLSKVPLQQ |  | NFQDNQFQGK |
| WYVVGLAGNA |  | ILREDKDPQK |  | MYATIYELKE |  | DKSYNVTSVL |  | FRKKKCDYWI |
| RTFVPGCQPG |  | EFTLGNIKSY |  | PGLTSYLVRV |  | VSTNYNQHAM |  | VFFKKVSQNR |
| EYFKITLYGR |  | TKELTSELKE |  | NFIRFSKSLG |  | LPENHIVFPV |  | PIDQCIDG   |

A: Аланін

C: Цистеїн

D: Аспарагінова кислота

E: Глутамінова кислота

F: Фенілаланін

G: Гліцин

H: Гістидин

I: Ізолейцин

K: Лізин

L: Лейцин

M: Метіонін

N: Аспарагін

P: Пролін

Q: Глутамін

R: Аргінін

S: Серин

T: Треонін

V: Валін

W: Триптофан

Задіяний у таких біологічних процесах, як апоптоз, імунітет, вроджений імунітет, транспорт іонів, транспорт заліза, транспорт, альтернативний сплайсинг. 
Білок має сайт для зв'язування з іоном заліза. 
Секретований назовні.